# 1918 w polityce

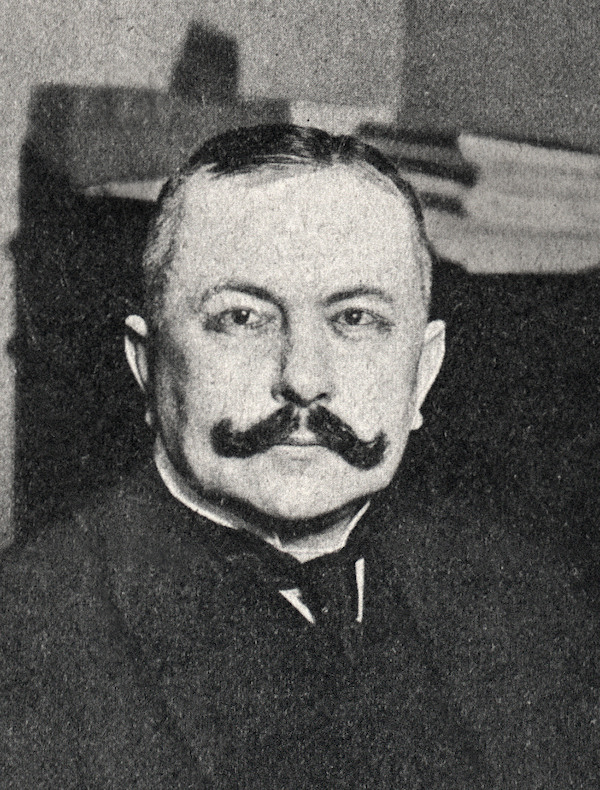
Juliusz Leo

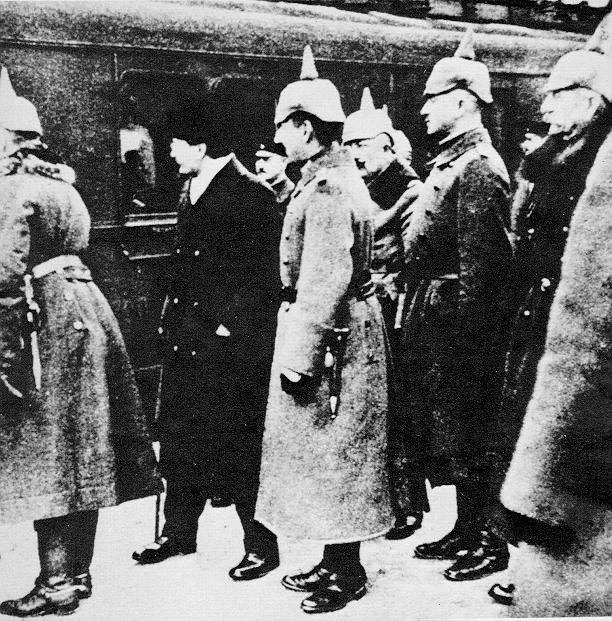
Lew Trocki w Brześciu

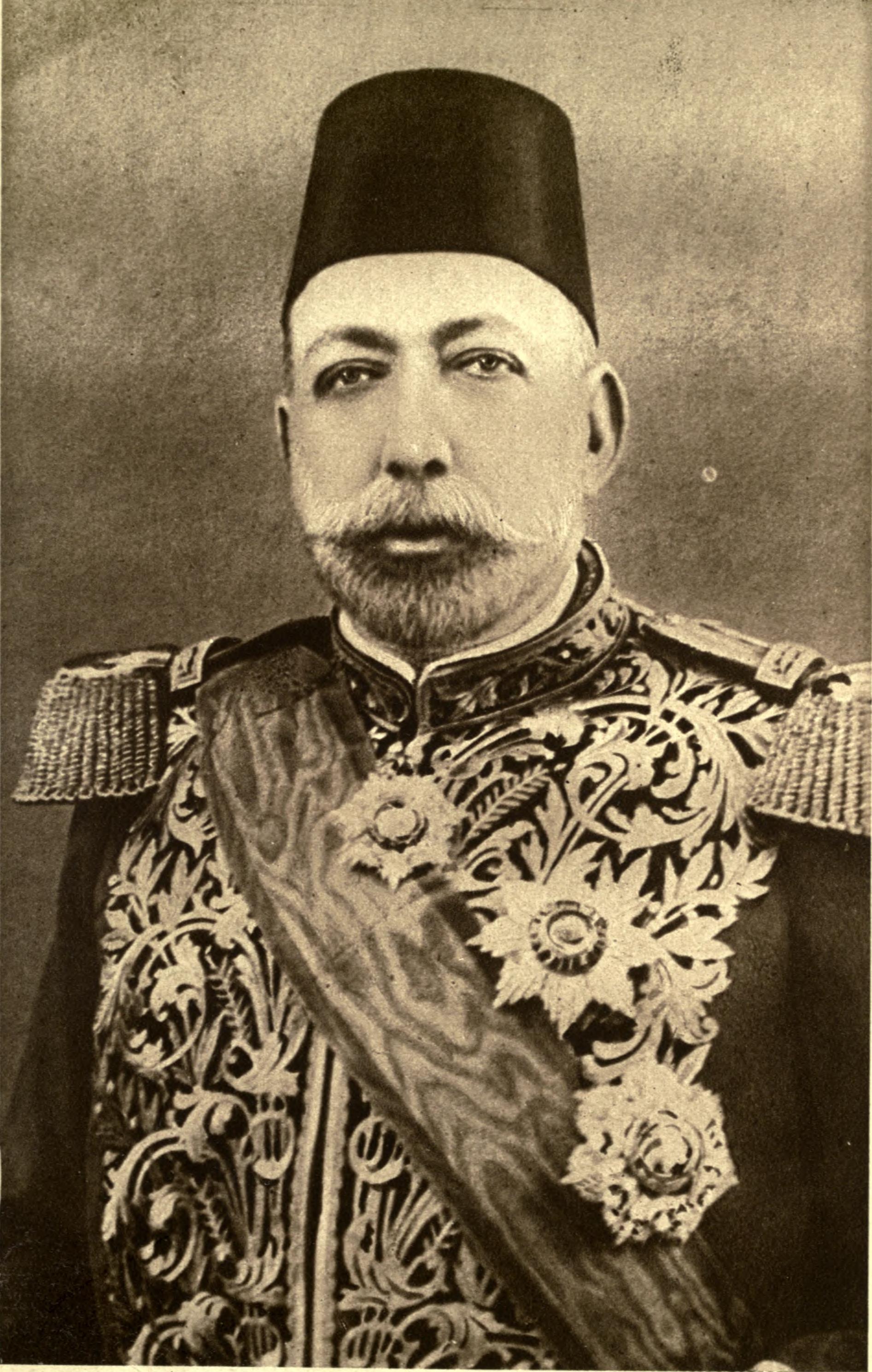
Mehmed V

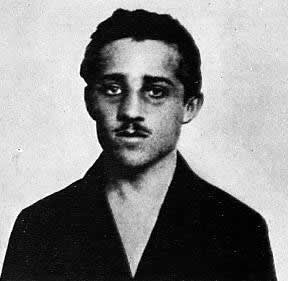
Gavrilo Princip

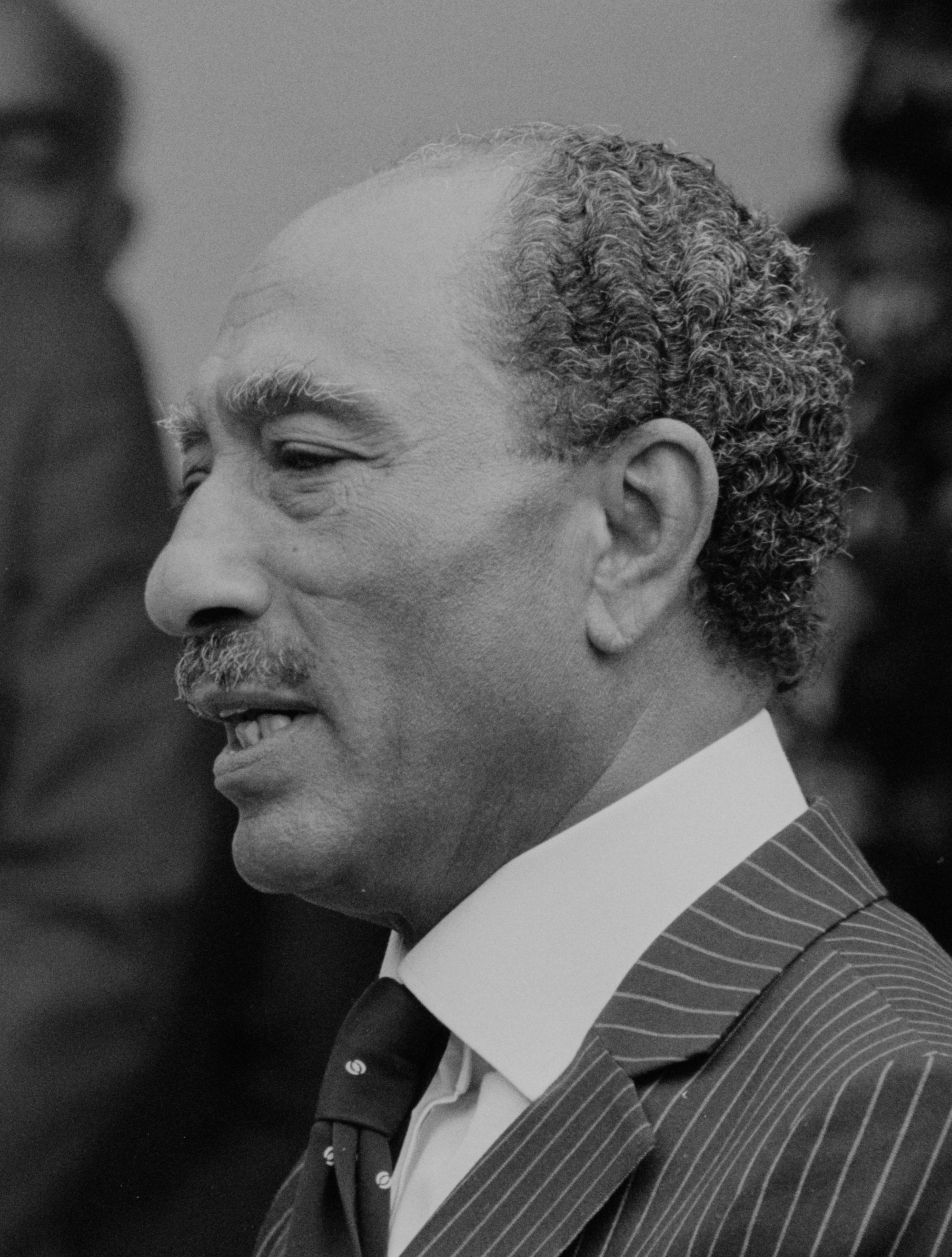
Anwar as-Sadat

Wydarzenia polityczne w 1918 roku.

## Styczeń
- 8 stycznia – prezydent Stanów Zjednoczonych Woodrow Wilson przedstawił 14-punktowy program, w którym naszkicował kształt Europy po wojnie[1].
- 15 stycznia – urodził się Gamal Abdel Naser, prezydent Egiptu[2].
- 22 stycznia – w Kijowie proklamowano Ukraińską Republikę Ludową[1].
- 26 stycznia – urodził się Nicolae Ceaușescu, prezydent Rumunii[3].

## Luty
- 1 lutego – urodził się Ignacy Tokarczuk, biskup katolicki[4].
- 9 lutego – państwa centralne podpisały w Brześciu Litewskim z przedstawicielami Ukraińskiej Centralnej Rady traktat pokojowy, na mocy którego powstała niezależna Ukraina[1].
- 21 lutego – zmarł Juliusz Leo, prezydent Krakowa[5].
- 24 lutego – zmarł Adolf Fryderyk VI, wielki książę Meklemburgii-Strelitz[6].

## Marzec
- 3 marca – podpisano traktat brzeski pomiędzy państwami centralnymi a Rosją bolszewicką[7].
- 23 marca – niemieckie wojska rozpoczęły ostrzał Paryża[1].

## Kwiecień
- 24 kwietnia – w Villers-Bretonneux doszło do pierwszego w historii starcia czołgów. Trzy brytyjskie czołgi Mark IV zostały zaatakowane przez 13 niemieckich A7V[1].
- 28 kwietnia:
  - Sidónio Pais został prezydentem Portugalii[8];
  - zmarł Gavrilo Princip, zamachowiec z Sarajewa[9].

## Maj
- 27 maja – urodził się Yasuhiro Nakasone, polityk japoński[10].

## Lipiec
- 3 lipca – zmarł Mehmed V, sułtan turecki[11].
- 18 lipca – urodził się Nelson Mandela, prezydent RPA i laureat pokojowej Nagrody Nobla[12].

## Sierpień
- 29 sierpnia – Rada Komisarzy Ludowych anulowała traktaty rozbiorowe z lat 1772–1795[1].

## Wrzesień
- 17 września – urodził się Chaim Herzog, prezydent Izraela[13].

## Październik
- 7 października – Rada Regencyjna proklamowała niepodległość Polski[1].
- 16 października – cesarz Karol I Habsburg ogłosił przekształcenie Austro-Węgier w związek niezależnych państw[1].
- 18 października – powstała Rada Narodowa Księstwa Cieszyńskiego[14].
- 27 października – w Krakowie powstała Polska Komisja Likwidacyjna pod przewodnictwem Wincentego Witosa i Ignacego Daszyńskiego[14].
- 30 października – w Krakowie członkowie Polskiej Organizacji Wojskowej i byli legioniści rozbroili załogę austriacką i przejęli pełną kontrolę nad miastem[1].
- 31 października – Polacy przejęli władzę w Krakowie, a następnie w zachodniej Małopolsce[14].

## Listopad
- 1 listopada – nacjonaliści ukraińscy zajęli Lwów i większą część Galicji Wschodniej. Proklamowano Zachodnioukraińską Republikę Ludową[1].
- 6 listopada – Tomasz Dąbal i ksiądz Eugeniusz Okoń proklamowali Republikę Tarnobrzeską[15].
- 7 listopada – w Lublinie powołano Tymczasowy Rząd Ludowy Republiki Polskiej, którego premierem został Ignacy Daszyński[14].
- 10 listopada – Józef Piłsudski przybył do Warszawy[16].
- 11 listopada:
  - w Compiègne zawarto rozejm na froncie zachodnim, faktycznie kończący I wojnę światową[1];
  - symboliczna data odzyskania niepodległości przez Polskę po 123 latach zaborów[17];
  - zmarł Victor Adler, austriacki polityk[18].
- 14 listopada – Rada Regencyjna powzięła decyzję o rozwiązaniu się. Całą władzę cywilną i wojskową przejął Józef Piłsudski[1].
- 15 listopada – Delfim Moreira został prezydentem Brazylii[19].
- 16 listopada – Józef Piłsudski wysłał telegram do państw uczestniczących w I wojnie światowej i państw neutralnych z wiadomością, że powstała niepodległa Polska[14].
- 18 listopada – powołano rząd Jędrzeja Moraczewskiego[14].
- 21 listopada – wyparto oddziały ukraińskie ze Lwowa[14].
- 22 listopada – uchwalono dekret o ustanowieniu najwyższej władzy reprezentacyjnej Republiki Polskiej do czasu zwołania Sejmu Ustawodawczego. Na czele państwa stanął Józef Piłsudski[14].

## Grudzień
- 1 grudnia – proklamowano Królestwo Serbów, Chorwatów i Słoweńców[1].
- 11 grudnia – urodził się Aleksandr Sołżenicyn, rosyjski pisarz, represjonowany w ZSRR i wydalony za granicę, autor powieści przedstawiających radziecki system obozów pracy (GUŁag), laureat Nagrody Nobla w dziedzinie literatury[20].
- 21 grudnia – urodził się Kurt Waldheim, sekretarz generalny ONZ i prezydent federalny Austrii[21].
- 23 grudnia – urodził się Helmut Schmidt, kanclerz RFN[22].
- 25 grudnia – urodził się Anwar as-Sadat, prezydent Egiptu[23].
- 26 grudnia – do Poznania przyjechał Ignacy Jan Paderewski[14].
- 27 grudnia – wybuchło powstanie wielkopolskie[14].